# Логикомикс. Поиск истины
Логикомикс. Поиск истины (англ. Logicomix: An Epic Search for Truth) — графический роман о фундаментальных поисках в математике, написанный Апостолосом Доксиадисом, автором романа «Дядя Петрос и проблема Гольдбаха», и учёным-теоретиком из Калифорнийского университета в Беркли Христосом Пападимитриу. Дизайн персонажей и изображения выполнены Алекосом Пападатосом, а цвет — Энни Ди Донна. Книга изначально была написана на английском языке и была переведена на греческий автором Апостолосом Доксиадисом для выпуска в Греции, предшествовавшего выпуску в Великобритании и США.

## Сюжет
Действие графического романа «Логикомикс», действие которого разворачивается между концом XIX века и по настоящее время, основано на истории о так называемых «фундаментальных поисках» в математике.
«Логикомикс» переплетает философскую борьбу с личными неурядицами персонажей. Они, в свою очередь, разыгрываются лишь за кулисами важнейших исторических событий той эпохи и идейных битв, которые их породили. Рассказчик этой истории — Бертран Рассел, олицетворяющий многие из этих тем: глубоко чувствительный и интроспективный человек, Рассел был не только философом и пацифистом, он также был одной из выдающихся фигур в фундаментальных поисках. История жизни Рассела, изображенная «Логикомиксом», сама по себе представляет собой путешествие через цели и борьбу, а также триумф и трагедию, которые разделяли многие великие мыслители XX века : Георг Кантор, Людвиг Витгенштейн, Джордж Эдвард Мур, Альфред Норт Уайтхед, Давид Гильберт, Готлоб Фреге, Анри Пуанкаре, Курт Гёдель и Алан Тьюринг.
Параллельный рассказ, действие которого происходит в современных Афинах, описывает разногласие создателей по поводу смысла истории, тем самым превращая фундаментальные поиски в типичное современное приключение. С одной стороны, это трагедия высокомерия рационализма, неразрывно связанного с безумием, а с другой — миф о происхождении компьютера.

## Релиз
В России книга была издана в марте 2014 года издательством «Карьера Пресс», ISBN 978-5-904946-70-8

## Реакция
Джим Холт сделал рецензию на книгу для The New York Times и сказал, что история «представлена с настоящим графическим воодушевлением. (Несмотря на то, что я пишу тексты, я не мог оторвать глаз от остроумных рисунков)». Хотя он отмечает «одну серьёзную ошибку», связанную с преувеличением влияния парадокса Рассела на математику. В обзоре The Guardian говорится, что «авторы рассказывают историю с юмором и лёгкостью прикосновений, которые высмеивают вовлечённых философов и математиков, но никогда не упрощают философию или математику», и приходит к выводу, что «Доксиадис показал это, используя художественное изложение, чтобы придать эмоциональный контекст математическим открытиям, которые могут быть увлекательными. «Дядя Петрос» был бестселлером, и более амбициозный «Логикомикс» тоже заслуживает этого».
Книгу рекомендовал New Statesman в конце сентября 2009 года. 2 октября книга попала в New York Times, Sunday Book Review, в список «Выбор редактора», а на следующей неделе она заняла первое место в списке бестселлеров графического романа NYT. Книга была распродана в день выпуска в США и Великобритании, а также попала в топ-10 на Amazon.com и Amazon.co.uk, что привело к тому, что менеджер крупного книжного магазина в Афинах сказал: «Ни одна греческая книга не продавалась так за границей за 30 лет».

## Историческая достоверность
В начале книги (страница 16) говорится о «пакте о ненападении между нацистской Германией и Соединённым Королевством», подписанном в Мюнхене, который привёл к вторжению в Польшу, с рисунком, на котором разгневанный польский солдат обвиняет британца как виновника такого преступления. Фактически, Мюнхенское соглашение было заключено в 1938 году, а «пакт о ненападении» того времени был между нацистской Германией и Советским Союзом (а именно, пакт Молотова — Риббентропа), который привёл к вторжению в Польшу, а Великобритания тогда объявила войну Германии.
Согласно Паоло Манкосу в «Бюллетене символической логики», авторы «по общему признанию позволяют себе вольности с реальным ходом событий», например, в случае со ссылкой на предполагаемые встречи Рассела с Фреге и Кантором. Хотя «такие отклонения от реальности могут быть плодотворными для повествовательных целей», по словам Манкосу, в некоторых случаях они вызывают возражения, например, изображение Фреге как «бешеного параноидального антисемита» и «постоянный рефрен о предполагаемой причинной связи между логикой и безумием». С «концептуальной точки зрения, некоторые из основных идей об основах математики переданы с разумной точностью», хотя иногда случаются ошибки и неточности.
Однако глобальное суждение Манкосу положительно:

Мне очень понравилось читать «Логикомикс». Авторы взялись за чрезвычайно сложную тему с наводящими на размышления идеями в эстетически приятной и увлекательной манере. Таким образом, несколько моих критических замечаний не должны вводить вас в заблуждение. Я настоятельно рекомендую «Логикомикс», даже несмотря на то, что моя рекомендация ограничена: читатель должен составить своё мнение.
Оригинальный текст (англ.)I enjoyed reading Logicomix immensely. The authors have tackled an extremely complicated subject with thought-provoking ideas in an aesthetically pleasing and entertaining fashion. Thus, my few critical remarks should not mislead you.  I highly recommend Logicomix even though my recommendation is qualified: the reader should provide his/her grain of salt.
— 

### Обзоры
- Math, Philosophy, Comics and Bertrand Russell’s Search for Truth, Publishers Weekly, April 14, 2009
- Bertrand Russell: The thinking person's superhero, The Independent, 2 сентября 2009
- Logicomix, Financial Times, 5 сентября 2009
- Essay review by Paolo Mancosu, pp. 1–14, U.C. Berkeley, Январь 2010